# Ulpán

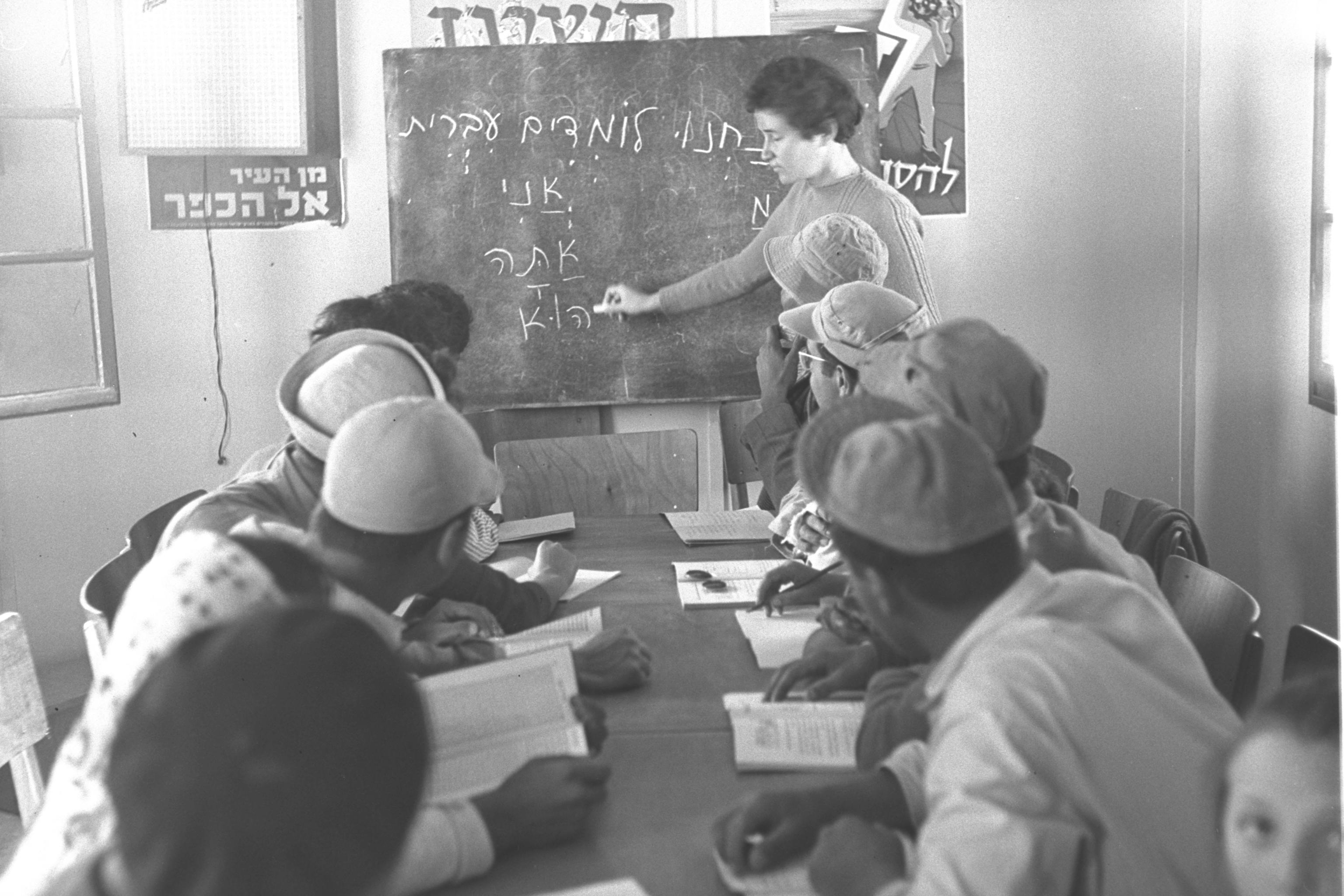
Ulpán en Dimona en 1955.

Un ulpán es un instituto o escuela para el estudio intensivo del idioma hebreo. Ulpán (אולפן, plural ulpanim - אולפנים) es una palabra en hebreo cuya raíz es la letra alef, primera letra del alfabeto hebreo, y significa estudio (un ulpan televizia es un estudio de televisión).
La función del ulpán es la de enseñar a los inmigrantes adultos el idioma hebreo. La mayoría también incluye enseñanza de historia, cultura y geografía israelí. El principal objetivo del ulpán es ayudar a los nuevos ciudadanos a integrarse lo más rápido y fácilmente posible a la vida social, cultural y económica del país.

## Historia del ulpán
El concepto de ulpán tiene sus orígenes en los primeros días del Estado de Israel, en 1948. El nuevo país tuvo que dar una respuesta a las olas masivas de inmigrantes, tanto refugiados de guerra europeos como de las comunidades oprimidas de África y Medio Oriente, así como de otros lugares del mundo. Si bien todos se reconocían a sí mismos como judíos, su lenguaje y cultura se caracterizaba por la heterogeneidad. El paso por un ulpán y el aprendizaje del hebreo servía como un lazo que los unía y los ayudaba a desarrollar una identidad común y un sentido de pertenencia con el estado.

## El ulpán en la actualidad
La institución del ulpán continúa asistiendo a los nuevos inmigrantes hasta el día de hoy. Existen numerosas instituciones privadas, pero la mayoría son administradas por la Agencia Judía, las municipalidades, los kibutz y las universidades. Los ulpanim son ofrecidos en forma gratuita a los nuevos inmigrantes.
Desde el establecimiento del primer ulpán en Jerusalén, en 1949, más de 1.3 millones de nuevos inmigrantes se han graduado en los mismos.
Reconociendo su aproximación innovadora a la enseñanza del idioma desde una perspectiva cultural, el sistema del ulpán ha sido adoptado por otros países en un intento de revivir sus propios lenguajes, ya sea aquellos que se están perdiendo o incluso lenguas muertas. Entre otros Gales, Azerbaiyán, Cataluña(España) y Nueva Zelanda diseñaron sus sistemas de enseñanza del idioma siguiendo el modelo del ulpán. Incluso Gales retuvo el nombre de ulpán para uno de sus cursos para principiantes, bajo la forma galesa de Wlpan. Una versión escocesa del ulpán, llamada Úlpan está siendo desarrollada desde el 2007.

## Ulpán Kibutz
Una buena cantidad de kibutz en Israel ofrece cursos de ulpán. La duración típica del curso es de 5 meses, durante los cuales el ulpanista dividirá su tiempo entre el estudio del idioma y el trabajo. Esta propuesta es especialmente atractiva para los inmigrantes más jóvenes o los turistas.
Uno de los ulpanei kibutz más famosos es el de Gan Shmuel, el cual se especializó en jóvenes inmigrantes que apuntaban a seguir una carrera universitaria, y por el cual ha pasado una importante cantidad de inmigrantes latinos.